# Vợ tôi là cảnh sát
Vợ tôi là cảnh sát (Hindi: दीया और बाती हम, Diya Aur Baati Hum) là một bộ phim truyền hình Ấn Độ trên Star Plus. Phim bắt đầu phát sóng từ 29 tháng 8 năm 2011 đến 10 tháng 9 năm 2016 chiếu mỗi tối từ thứ hai đến thứ bảy. Tại Việt Nam, bộ phim được phát sóng độc quyền trên kênh VTVcab5 - Echannel. Phim có sự tham gia của Anas Rashid và Deepika Singh trong vai nhân vật chính. Phim kể về một anh chàng bán bánh ngọt - Sooraj (Anas Rashid thủ vai) luôn luôn giúp đỡ vợ mình - Sandhya (Deepika Singh thủ vai) thực hiện ước mơ trở thành một sĩ quan IPS nhưng họ luôn bị bà Santosh (Neelu Vaghela thủ vai) - người mẹ cổ hủ, khó tính của Sooraj và  những phong tục lạc hậu của Ấn Độ cản trở. Vượt qua bao khó khăn, Sandhya đã thực hiện được ước mơ của mình nhờ quyết tâm của cô và sự động viên của chồng.